# Габриадзе, Резо Леванович
Рева́з (Резо́) Лева́нович Габриа́дзе (груз. რევაზ (რეზო) ლევანის ძე გაბრიაძე; 29 июня 1936, Кутаиси, ЗСФСР, СССР — 6 июня 2021, Тбилиси, Грузия) — советский и грузинский сценарист, драматург, режиссёр, художник, скульптор, основатель Тбилисского театра марионеток. Народный артист Грузинской ССР (1987). Лауреат Государственной премии СССР (1989), Государственной премии Грузинской ССР имени Шота Руставели (1989) и Государственной премии Грузии имени Шота Руставели (2000).

## Биография
Родился 29 июня 1936 года в городе Кутаиси. В 1964 году окончил факультет журналистики Тбилисского государственного университета. В 1967 году — Высшие курсы сценаристов и режиссёров в Москве. Принимал участие в строительстве Ингурской ГЭС.
Автор сценариев более чем 35 фильмов, среди которых «Не горюй!», «Мимино», «Чудаки», «Кин-дза-дза!», «Необыкновенная выставка», «Паспорт» и др.
В 1981 году основал Тбилисский театр марионеток. Будучи режиссёром, драматургом, художником и скульптором, писал пьесы, создавал кукол и оживлял их на сцене своего театра.
В 1990-е годы работал в Швейцарии и Франции, где поставил два драматических спектакля: «Какая грусть — конец аллеи» в Театре Види Лозанн (Théâtre Vidy-Lausanne) и «Кутаиси» в Париже. В этих двух постановках принимали участие знаменитые актёры Театра Питера Брука — Наташа Пэрри, Бакари Сангаре (Bakary Sangaré) и другие.
В 1994 году выступил режиссёром спектакля «Песнь о Волге», который позднее, в Тбилиси, был переименован в «Сталинградскую битву». Это одна из самых ярких его работ, премьера которой состоялась в Дижоне (Франция) в 1996 году.
В 2002 году совместно с Театром Види Лозанн (Швейцария) он вновь вернулся к постановке «Осень моей весны».
В 2004 году написал и срежиссировал пьесу «Запрещённое рождество, или Доктор и больной» для Танцевального фонда Барышникова в Нью-Йорке. Премьера состоялась в Миннеаполисе, позже она прошла в Линкольн-центре и на Фестивале Сполето в Чарлстоне (Южная Каролина).
За более чем 30 лет спектакли успели побывать во многих странах мира и принимали участие в крупнейших международных театральных фестивалях — в Авиньоне, Эдинбурге, Нью-Йорке, Торонто, Белграде, Чарлстоне, Дрездене, Москве и других городах.
В программе театра Габриадзе пять спектаклей: «Осень моей весны», «Сталинград», «Рамона», «Бриллианты маршала де Фантье» и «Резо».
Являлся художником, скульптором и мастером книжной графики. Его работы выставлялись в Москве, Санкт-Петербурге, Париже, Рене, Дижоне. Он был участником выставки в Мюнхене «От Эйзенштейна до Тарковского». Живописные, графические и скульптурные работы находятся в многочисленных государственных и частных коллекциях в США, России, Германии, Израиле, Франции и Японии.
Являлся лауреатом Государственной премии СССР (1989), премии Руставели (Грузия), Ника, Триумф, Золотая маска (Россия), а также кавалером ордена Искусств и Литературы Французской Республики.
Творчеству Габриадзе посвящена книга Марины Дмитревской «Театр Резо Габриадзе» (2005).
Скончался 6 июня 2021 года после тяжёлой продолжительной болезни. Похоронен 10 июня в Мтацминдском пантеоне.

### Личная жизнь
- Жена — Елена Захаровна Габриадзе.
  - Сын — Леван Габриадзе (род. 1969) — режиссёр рекламы и кино.
  - Дочь — Анна (род. 1968)

## Фильмография

### Режиссёр
- 1975 — Кавказский романс
- 1977 — Покорители гор
- 1977 — Лимонный торт

### Сценарист
- 1968 — Серенада
- 1968 — Необыкновенная выставка
- 1969 — Не горюй!
- 1970 — Феола (новелла в киноальманахе «Мяч, перчатка и капитан»)
- 1971 — Кувшин
- 1972 — Белые камни (новелла в одноимённом киноальманахе)
- 1973 — Чудаки
- 1974 — Родник у дороги (новелла в киноальманахе «В тени родных деревьев»)
- 1974 — Пари
- 1975 — Вальс на Мтацминде (новелла в киноальманахе «Любовь, велика сила твоя»)
- 1975 — Кавказский романс (новелла в киноальманахе «Любовь, велика сила твоя»)
- 1975 — На прошлой неделе
- 1975 — Лестница (новелла в киноальманахе «Любовь, велика сила твоя»)
- 1975 — Субботний вечер
- 1975 — Странствующие рыцари
- 1976 — Сюита (новелла в киноальманахе «В один прекрасный день»)
- 1976 — Термометр
- 1976 — Три рубля
- 1977 — Бабочка
- 1977 — Мимино
- 1977 — Покорители гор
- 1977 — Лимонный торт
- 1977 — Пожар, любовь и помпиеро
- 1977 — Запасное колесо
- 1978 — Три жениха
- 1979 — Дюма на Кавказе
- 1980 — Удача
- 1984 — Футбол нашего детства
- 1986 — Кин-дза-дза!
- 1990 — Паспорт
- 2013 — Ку! Кин-дза-дза (на основе повести)
- 2017 — Знаешь, мама, где я был? (также художник-постановщик)

## Проза
- «Кутаиси — город», роман (2002)
- «Чито ГК—49-54, или Врач и больной», роман (2003)

## Памятники

### в Петербурге
- Чижик-Пыжик установлен 19 ноября 1994 года на Фонтанке, у Михайловского замка рядом с 1-м Инженерным мостом, напротив дома № 12/1.
- Памятник «Нос майора Ковалёва». Архитектор В. Б. Бухаев. Скульптор Р. Л. Габриадзе. Установлен в октябре 1995 года на фасаде дома по адресу: проспект Римского-Корсакова, 11.

### в Одессе
- Скульптурная композиция «Памятник герою одесских анекдотов Рабиновичу». Открыта 1 апреля 1995 года в Саду скульптур Одесского литературного музея. Название скульптуре дано Михаилом Жванецким[4].

## Память
- В мае 2023 года в Полярном флигеле Шереметевского дворца (Санкт-Петербург) открылась выставка «Габриадзе в Петербурге»[5].

## Награды
- 1976 — Орден «Знак Почёта».
- 1979 — Заслуженный деятель искусств Грузинской ССР.
- 22 августа 1986 — Орден Дружбы народов.
- 1987 — Народный артист Грузинской ССР.
- 1989 — Государственная премия СССР — за спектакль «Осень нашей весны» (1985), поставленный на сцене Тбилисского ГТМ.
- 1989 — Государственная премия Грузинской ССР им. Шота Руставели[6]
- 1992 — Ника в номинации «Лучшая сценарная работа» с Георгием Данелией и Аркадием Хайтом за фильм «Паспорт».
- 1996 — Орден Чести[6][7]
- 1996 — Царскосельская художественная премия.
- 1996 — Премия «Триумф».
- 2000 — Государственная премия Грузии имени Шота Руставели[8]
- 2007 — Премия «Петрополь».
- 2016 — Почётный гражданин Тбилиси.
- 2017 — Национальная театральная премия Золотая маска «за выдающийся вклад в развитие театрального искусства»[9].
- 2018 — Национальная анимационная премия «Икар» в номинации «Сценарист» за мультфильм Знаешь, мама, где я был?